# K101/102次列车
K101/102次列车是中国铁路一班运行于首都北京与浙江南部城市温州间的快速列车，自1998年10月1日起开行，於2023年7月1日與石家莊至包頭的K1276/1277、K1278/1275次列車合併，由北京铁路局北京客运段京温车队负责客运任务，是温州的首班进京列车。列车使用3組25G型客车，沿京沪铁路、宁铜铁路、皖赣铁路、宣杭铁路、沪昆铁路、金温货线运行，跨越北京、河北、天津、山东、江苏、安徽、浙江五省两市，全程2004公里，其中北京站至温州站运行30小时29分，使用车次为K101次；温州站至北京站运行28小时42分，使用车次为K102次。列车的开通增强了在京温州人与家乡的联系，在经金温新双线的G163/164次列车开通前也是武义、永康、缙云、丽水、青田等地唯一的进京列车。

## 历史
20世纪80年代，由温州前往长江以北地区只能乘轮船至上海换乘火车或长途汽车，温州民间有“要出温州，水路一条”（温州话谐音“死路一条”）的说法。1987年，上海铁路局在温州实施水铁客票联运，使温州成为“无铁轨的火车站”。修建金温铁路的计划亦曾多次搁浅，直至1992年才正式开工。:381
1998年6月11日，金温铁路全线开通客运，首发列车为两班温州至杭州的旅客列车。同年10月1日，配合中国铁路實行第二次大提速，北京地区新增了一部分开往非省会城市的旅客列车，其中包括北京开往温州的101/104、102/103次:52,76（新闻报道中写作101/102次）、北京开往厦门的107/108次、北京西开往十堰的505/506次及北京西开往柳州的157/158次等，温州得以开通直通北京的旅客列车。新增的京温特别快车经由京沪、宁芜、皖赣、宣杭、浙赣、金温线运行，从而填补了31/32次特快撤出宣杭线后沿线进京列车的空缺。:76
2000年10月21日，中国铁路实施第三次大面积提速，101/104、102/103次列车改为K101/104、K102/103次快速列车。同年12月31日，北京站开出的K101次列车更因开点在当晚23时59分而被称为“世纪列车”，即20世纪中国开出的最后一列火车。
2010年1月20日，由于杭州东站施工，K101/2次双向取消杭州东停站，增加杭州南停站，同年3月19日改进杭州站，不再停靠杭州南站。
2016年7月初，因宁芜线水害影响，K101/104、K102/103次列車迂回运行。
2017年3月，受金华站普速场改造、普速列车客运业务停办的影响，K101/102次列车改为在金华南站办理客运业务和机车换挂，由新金温铁路塘雅联络线连接金温货线和沪昆铁路，不再在金华换向。K103/104次列车这一车次也不再使用。
2021年6月16日起永康站停运，金温货线旅客列车客运业务改在永康南站办理客运业务。K101次列车是永康站停运前发出的最后一班列车。
值得一提的是，自1998年开通至今，K101次均维持第一天晚离京、第三天早晨抵温的运行模式。
2023年7月1日，K101/102次列車與石家莊至包頭的K1276/1277、K1278/1275次列车正式合併，使後者改為溫州至包頭之間運行，並於北京丰台站停靠，原車次得以留空。

## 列车编组

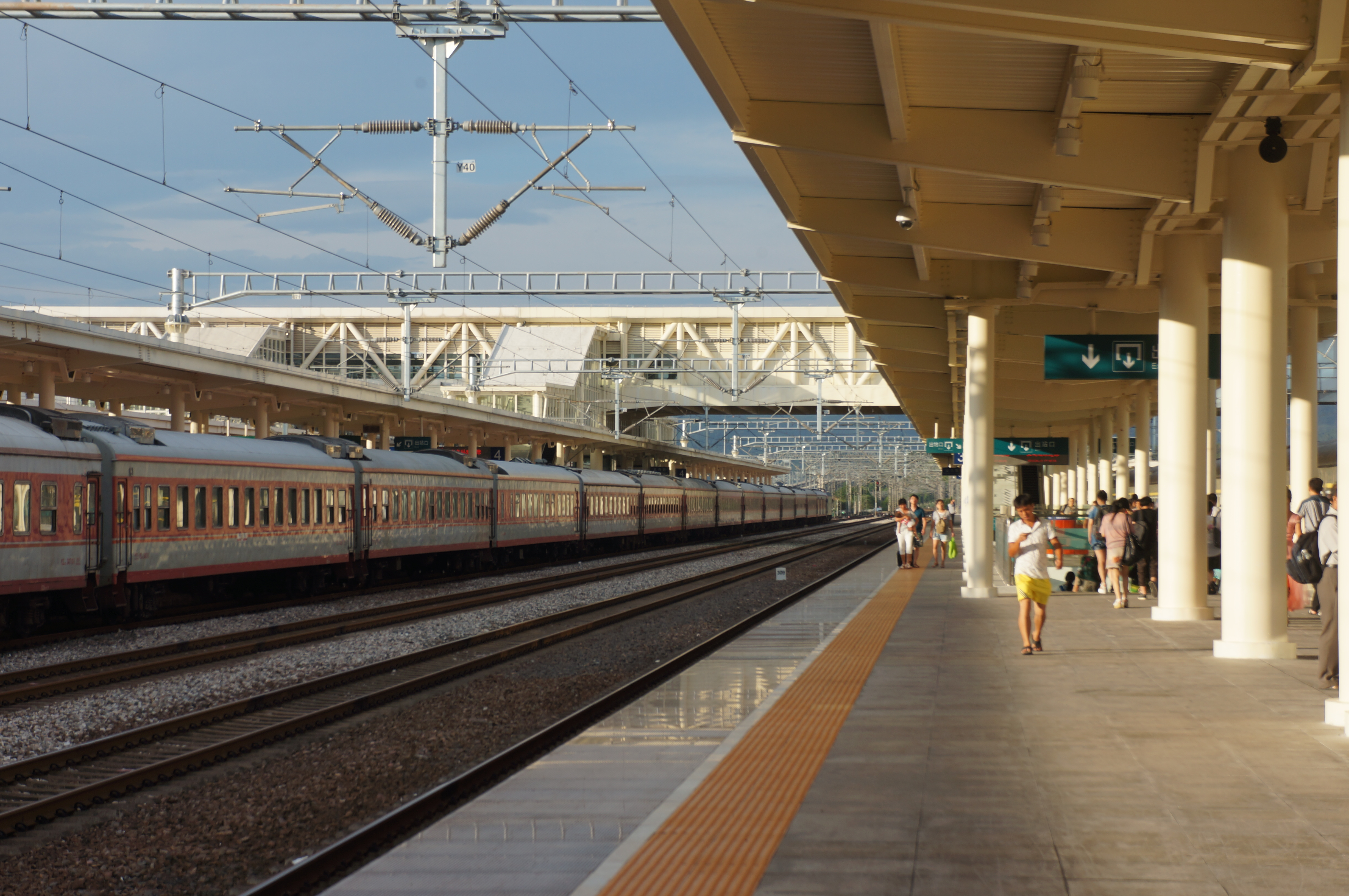
2016年8月，K102次列车停靠在义乌站

K101/104、K102/103次列车使用配属北京铁路局北京车辆段的25G型客车，编组如下：
| 车厢编号 | 1                | 2            | 3-8          | 9          | 10           | 11-17        | 18           |
| 车型     | KD25G 空调发电车 | XL25G 邮政车 | YZ25G 硬座车 | CA25G 餐车 | RW25G 软卧车 | YW25G 硬卧车 | XL25G 行李车 |

## 机车交路
K101/102次列车在北京至徐州区间使用电气化的京沪铁路，因此该区间使用配属济南机务段的和谐3D型电力机车、和谐3C型电力机车牵引。由于南京至蕪湖区间为非电气化铁路，因此徐州至杭州区间使用配属徐州机务段的東風11型内燃機車。杭州至金华南区间为电气化的沪昆铁路，与大部分金温货线经由宣杭铁路北上的列车类似，K101/102次列车在该区间使用配属杭州机务段的和谐1D型电力机车牵引。而在金温货线上，所有列车的司乘交路均由该铁路业主公司浙江金温铁道开发有限公司垄断，因此列车将在金华南站开始，至终点温州站改挂配属金温公司的東風4B型柴油機車。
| 车站区段               | 北京 ↔ 济南                                       | 济南 ↔ 徐州                        | 徐州 ↔ 杭州                                                 | 杭州 ↔ 金华南                      | 金华南 ↔ 温州                      |
| 本务机车 配属 司機更替 | 和谐3D型电力机车 济局济段 北京/濟南司機在滄州輪乘 | 和谐3C型电力机车 济局济段 濟南司機 | 東風11型内燃機車 上局徐段 徐州/南京/合肥司機在南京/蕪湖輪乘 | 和谐1D型电力机车 上局杭段 杭州司機 | 東風4B型柴油機車 金温温段 金溫司機 |

- K102次列车是为数不多的由济南机务段的和谐3D型电力机车(第0470号)牵引进京的列车
- 配属徐州机务段的東風11型内燃機車第0080号牵引K101次列车于宁芜铁路中和桥道口
- 配属杭州机务段的和谐1D型电力机车第0154号牵引K102次列车停靠在金华南站，2017年3月
- 配属金温公司的东风4B型柴油机车第9493号牵引K102次列车驶入金华南站，2018年12月

## 时刻表
- 數據截至2021年6月25日。

| K101次 | K101次 | K101次 | K101次 | 停靠站 | K102次 | K102次 | K102次 | K102次 |
| 里程   | 天数   | 到点   | 开点   | 停靠站 | 到点   | 开点   | 天数   | 里程   |
| ------ | ------ | ------ | ------ | ------ | ------ | ------ | ------ | ------ |
| 0      | 当天   | —      | 23:20  | 北京   | 15:45  | —      | 第二天 | 2004   |
| —      | 第二天 | ↓      | ↓      | 廊坊北 | 14:35  | 14:45  | 第二天 | 1930   |
| —      | 第二天 | ↓      | ↓      | 天津西 | 13:52  | 13:54  | 第二天 | 1856   |
| —      | 第二天 | ↓      | ↓      | 青縣   | 12:48  | 12:50  | 第二天 | 1772   |
| 264    | 第二天 | 02:13  | 02:31  | 沧州   | 12:22  | 12:28  | 第二天 | 1740   |
| —      | 第二天 | ↓      | ↓      | 吴桥   | 11:28  | 11:30  | 第二天 | 1649   |
| 377    | 第二天 | 03:47  | 03:49  | 德州   | 11:09  | 11:12  | 第二天 | 1627   |
| —      | 第二天 | ↓      | ↓      | 禹城   | 10:11  | 10:16  | 第二天 | 1559   |
| 495    | 第二天 | 05:19  | 05:34  | 济南   | 09:12  | 09:31  | 第二天 | 1509   |
| 568    | 第二天 | 06:22  | 06:26  | 泰山   | 08:09  | 08:13  | 第二天 | 1436   |
| 651    | 第二天 | 07:24  | 07:26  | 兖州   | 07:11  | 07:13  | 第二天 | 1353   |
| 672    | 第二天 | 07:42  | 07:53  | 鄒城   | ↑      | ↑      | 第二天 | —      |
| 746    | 第二天 | 08:42  | 08:51  | 枣庄西 | ↑      | ↑      | 第二天 | —      |
| 814    | 第二天 | 09:51  | 10:03  | 徐州   | 04:51  | 05:20  | 第二天 | 1190   |
| 978    | 第二天 | 11:45  | 11:49  | 蚌埠   | ↑      | ↑      | 第二天 | —      |
| 1162   | 第二天 | 13:47  | 13:55  | 南京   | 00:52  | 00:58  | 第二天 | 842    |
| 1240   | 第二天 | 15:12  | 15:17  | 马鞍山 | ↑      | ↑      | 当天   | —      |
| 1287   | 第二天 | 16:07  | 16:13  | 芜湖   | 22:47  | 22:53  | 当天   | 717    |
| 1351   | 第二天 | 17:05  | 17:08  | 宣城   | 21:49  | 21:54  | 当天   | 653    |
| 1414   | 第二天 | 17:48  | 17:51  | 广德   | ↑      | ↑      | 当天   | —      |
| 1465   | 第二天 | 18:21  | 18:25  | 长兴南 | 20:39  | 20:42  | 当天   | 539    |
| 1523   | 第二天 | 19:07  | 19:11  | 德清西 | ↑      | ↑      | 当天   | —      |
| 1591   | 第二天 | 20:22  | 20:41  | 杭州   | 19:07  | 19:22  | 当天   | 413    |
| 1678   | 第二天 | 21:53  | 22:04  | 诸暨   | 17:32  | 17:44  | 当天   | 326    |
| 1730   | 第二天 | 22:30  | 22:36  | 义乌   | 16:58  | 17:02  | 当天   | 274    |
| 1774   | 第二天 | 23:08  | 23:47  | 金华南 | 15:38  | 16:20  | 当天   | 230    |
| 1800   | 第三天 | 00:19  | 00:21  | 武义   | 15:09  | 15:13  | 当天   | 204    |
| 1822   | 第三天 | 00:42  | 00:46  | 永康南 | 14:44  | 14:48  | 当天   | 182    |
| 1849   | 第三天 | 01:13  | 01:55  | 缙云   | 14:15  | 14:17  | 当天   | 155    |
| —      | 第三天 | ↓      | ↓      | 青田   | 12:08  | 12:16  | 当天   | 59     |
| 2004   | 第三天 | 05:49  | —      | 温州   | —      | 11:03  | 当天   | 0      |

## 复车次问题
根据中国铁路系统的常规，列车车次根据列车所在区间的上下行决定：下行列车车次编号为奇数，上行列车为偶数；而上下行一般地由列车运行方向是否进出京决定，出京方向为下行，进京为上行。但由于金温铁路的所有客车均由金华站开出，且直至位于金华站上行方向的东孝站才由沪昆铁路分出，因此出现了复车次问题。
K101/4/1、K102/3/2次列车在大部分区段均使用K101/102这两个车次，但由于从金华站进入金温铁路时需借用一段沪昆铁路。因此该列车在金华站调向后会产生复车次问题，具体为：由北京往温州的列车在金华-金华南区间使用K104这一车次，转入金温货线后重新变更为K101次；返程则在金华南-金华间使用K103这一车次。
由于产生复车次的区间过短，除了金华站上车前往温州的K104次列车外，列车在其余所有办理客运业务的车站均使用K101/102次列车的车次。因此，粘贴于车厢中部的列车方向信息牌并没有包括其复车次K103和K104。